# Zec de la Rivière-Moisie
Pour les articles homonymes, voir Moisie.
La Zec de la Rivière-Moisie est une "zone d'exploitation contrôlée" (zec) située dans la ville de Sept-Îles, dans la municipalité régionale de comté (MRC) des Sept-Rivières, dans la région administrative de la Côte-Nord, au Québec, au Canada.
La zec de la Rivière-Moisie est l'une des 22 zones d'exploitation contrôlée du Québec dédiées à la pêche au saumon. Elle est administrée par un organisme à but non lucratif, mandaté par le Gouvernement du Québec:
- l’Association de protection de la rivière Moisie inc. (APRM) administre les 19 premiers kilomètres de la rivière Moisie en partant de l'embouchure;

La renommée de la rivière Moisie se caractérise à priori par son environnement sauvage et naturel. Les panoramas de montagnes et de hautes falaises sont superbes. En sus, les poissons foisonnent dans cette rivière et beaucoup de spécimens capturés ont une grosseur importante.

## Géographie
Située sur la rive nord du fleuve Saint-Laurent, la rivière Moisie tire sa source des plans d'eau des lacs Opocopa et Ménistouc, ayant une élévation de 520 mètres au-dessus du niveau de la mer. Les principaux tributaires de la rivière Moisie sont la rivière aux Pékans qui débute au sud du Mont-Wright et la rivière Nipissis (tirant sa source au lac Wacouno). Le bassin versant de la rivière Moisie est située entre celui de la rivière Sainte-Marguerite (côté ouest) et de la rivière Matamec (côté est).
Les eaux de la rivière Moisie descendent sur 410 kilomètres jusqu'à son embouchure dans l'anse à Elzéar, située à 25 kilomètres à l'est de Sept-Îles, où la rivière se déverse dans le fleuve Saint-Laurent. Les eaux de cette anse se déversent dans le fleuve Saint-Laurent à Moisie (village) entre la "Pointe de Moisie" et la "Pointe de l'Est". Cette anse offre un havre sécuritaire pour protéger les navires des fortes mers.
Juste avant son embouchure, la rivière Moisie forme un grand coude à 180 degrés pour contourner deux presqu'îles :
- la première qui est orientée vers l'Est est longue de 5,3 km ; un petit hameau nommé "Coude-de-la-Rivière Moisie" est situé à l'extrémité de cette presqu'île. La route 138 traverse cette presqu'île sur le sens de la longueur;
- la deuxième longe la rive du fleuve Saint-Laurent, en s'allongeant vers l'ouest (à l'opposé de la première). Cette deuxième presqu'île débute aux battures de Matamec où il y a une aire de concentration d'oiseaux aquatiques. La Pointe Mercier est située à l'extrémité ouest de cette presqu'île.

En remontant la rivière Moisie, après avoir traversé l'anse à Elzéar et franchi le grand coude la rivière, les plaisanciers rencontrent les fosses Pomeroy (km 20), Hatchery (km 24,3) et Royales (km 25,3). Au km 30,1, les plaisanciers passent sous le pont de chemin de fer reliant Sept-Îles à Wabush et Labrador City, lequel longera la rivière (côté est) en remontant vers le nord. Les plaisanciers entrent alors dans la Réserve écologique de la Matamec. Puis, les plaisanciers franchissent "Le Bassin" et les "Rapides du 12e Mille" au km 31,7. Plus haut, les plaisanciers croisent l'embouchure du "Grand ruisseau Mercier" au km 42. Toujours en remontant la rivière, les plaisanciers rencontrent la "Pointe de la Fourche" (au km 54). Tandis qu'au kilomètre 59,9, les plaisanciers rencontrent la zone "Les Chutes".
Cette rivière est encaissée au fond d'une étroite vallée, généralement entourée de hautes montagnes. Les Montagnais utilisent toujours cette rivière comme voie de pénétration de ce territoire.
La rivière comporte un débit rapide à cause de la forte dénivellation sur son parcours; elle comporte plusieurs chutes et rapides. La rivière comporte aussi plusieurs fosses propices à la montaison et à la rétention des saumons.

## Pêche au saumon
Les secteurs de la rivière sont:
- secteur 1, lequel s’étend sur dix kilomètres en aval du pont de la route 138, dans la zone estuarienne de la rivière;
- secteur 2, lequel se situe en amont du pont de la route 138. Il comprend 19 fosses réparties sur huit kilomètres;
- zone Winthrop-Campbell (en amont de la zec), d’une longueur de quatre kilomètres. Comptant 14 fosses, ce secteur est le seul à être contingenté.

Bien que les droits de pêche appartiennent au "Camp de pêche de la rivière Moisie", ils sont administrés par l’APRM conformément à une entente renouvelable d'année en année. Le Camp de pêche détient les droits d'exploitation sur huit kilomètres, étant propriétaire du lit de la rivière. Concernant les terres publiques situées en amont, les droits de pêche sont loués à cinq pourvoiries: Moisie-Nipissis, Camp Messnak, Moisie-Ouapetec, Moisie-Eau-Dorée et Haute-Moisie.
La pêche de subsistance est pratiquée dans le secteur 2 de la zec par les Montagnais de Uashat et Maliotenam. La partie aval de la rivière est facilement accessible, soit via la zec et le "Camp de pêche de la rivière Moisie". Les utilisateurs peuvent accéder aux secteurs en amont que par la voie aérienne. La pêche dans la zec et le secteur Winthrop-Campbell se pratique uniquement à partir d’une embarcation à moteur. 
Selon le rensencement de la faune aquatique, douze espèces de poissons vivent dans le bassin hydrographique de la rivière Moisie. Outre le saumon atlantique, ces espèces sont le touladi, l'omble de fontaine, l'omble chevalier, le meunier noir, le meunier rouge, le gaspereau, la lamproie marine, la lotte, le grand brochet, l'épinoche à trois épines et l'anguille d'Amérique.

## Toponymie
Les Montagnais la surnommaient Mistashipu, signifiant "la grande rivière". 
Le toponyme "zec de la Rivière-Moisie" a été officialisé le 25 juin 1987 à la Banque des noms de lieux de la Commission de toponymie du Québec.